# Neisseria meningitidis
Neisseria meningitidis (též meningococcus, meningokok) je gramnegativní diplokokální bakterie, původce jednoho typu meningitidy. Infikuje jen člověka, neexistuje žádný jiný přirozený rezervoár. Meningitida způsobená touto bakterií je také jedinou, která vyvolává epidemii.
Neisseria meningitidis může obývat u některých lidí nosohltan a nevyvolávat žádné příznaky onemocnění. Nosiči jsou proti ní imunní, ale onemocnění se může přenést na jiné osoby. Po infikování je klinický obraz pestrý, od nasofaryngitidy, bronchitidy, pneumonie až po nejzávažnější meningitidu a sepsi. Přenáší se kapénkově.
Nejzávažnější klinickou formou onemocnění jsou meningokokové meningitidy a septikémie. Invazivní meningokoková onemocnění (IMO) mívají velmi prudký průběh a k úmrtí může dojít i přes zahájenou léčbu během prvních 24–48 hodin po vzniku příznaků. Onemocnění může diagnostikováno pozdě, protože počáteční symptomy nemoci jsou nespecifické.
Tento gramnegativní diplokok o velikosti přibližně 1 μm (vyskytuje se jako dvojice bakterií nasedajících na sebe zploštělou stranou) nepatří mezi příliš odolné organismy. Spolehlivě ho ničí i nízká koncentrace běžných dezinfekčních prostředků, je velmi citlivý na tepelné výkyvy, vyschnutí, záření a také na většinu antibiotik.
Podle přítomnosti kapsulárních polysacharidů se v současnosti (2012) rozeznává 13 séroskupin: A, B, C, D, X, Y, Z, E, Wl35, H, I, K, L9, přičemž za většinu onemocnění (celosvětově až 95 %) jsou zodpovědné typy A, B, C, W135 a Y. Podle antigenních proteinů buněčné stěny jsou ještě rozlišovány sérotypy a subtypy.
V roce 1993 došlo v ČR k epidemiologickému zhoršení situace, protože se objevil hypervirulentní kmen séroskupiny C.

## Průběh
Inkubační doba činí 1–8 dnů, ale zpravidla bývá 1–4 dny. Začátek je náhlý – z plného zdraví se náhle dostavují horečky, zvracení, poruchy vědomí, na kůži petechie, sufúze, šokový stav.
Invazivní meningokoková onemocnění (IMO) jsou v ČR méně častá, ale smrtnost je vysoká. Objevují se především u adolescentů. IMO mají tři klinické formy:
- meningokoková sepse – projevuje se vzestupem teplot, neklidem, poruchami vědomí, progresí petechií a vznikem sufuzí. Stav může vyústit v septický šok s hypotenzí, zrychleným dýcháním, tachykardií, chladnou priferií se zpožděným žilním návratem a s periferní nebo ojediněle centrální cyanózou. K následkům onemocnění patří multiorgánové poškození, kožní nekrózy (vyžadující plastickou korekci) nebo nekrózy okrajových částí těla s amputacemi, zejména prstů končetin.
- meningokoková meningitida – příznaky se neliší od meningitid způsobených jiným patogenem. V klinickém obraze najdeme bolesti hlavy, nevolnost, zvracení, světloplachost, kvalitativní nebo kvantitativní poruchy vědomí, meningeální příznaky. Nevyskytují se však petechie. Při nitrolební hypertenzi lze očekávat ložiskové neurologické příznaky, křeče i respirační nedostatečnost s nutností umělé plicní ventilace. K následkům onemocnění patří postižení hlavových nervů s následnou poruchou sluchu nebo zraku. Rovněž může dojít ke vzniku epilepsie, psychomotorické retardace nebo ke vzniku hydrocefalu.
- meningokoková sepse s meningitidou – smíšená forma, která svými příznaky kombinuje předchozí varianty onemocnění. Projevuje se různě vyjádřenými známkami sepse kombinované s bolestmi hlavy, zvracením, známkami meningismu nebo poruchou vědomí.

K úmrtí dochází asi u 10–20 % pacientů. V České republice byla za posledních 10 let (od ledna 2018) průměrná smrtnost 9,3 % (4,7–13,9 %). Až u 20 % přeživších pacientů se vyskytují trvalé následky, jako jsou amputace končetin, hluchota nebo mentální retardace.

## Vakcinace
Proti invazivním meningokokovým onemocněním je v České republice možné očkovat. Vakcinace je hrazena pojišťovnou.
Vakcíny jsou určeny k očkování dětí i dospělých. Očkování je doporučeno pro:
- kojence ve věku od 2–11 měsíců věku, aplikace první dávky se upřednostňuje v průběhu prvního půl roku života;
- děti ve věku 1–4 let věku;
- adolescenty a mladé dospělé ve věku od 13 do 25 let, očkování se upřednostňuje ve věku 13–15 let;
- pacienty bez ohledu na věk, s následujícími zdravotními indikacemi očkování:
  - porušená či zaniklá funkcí sleziny (hyposplenismus/asplenismus);
  - autologní a alogenní transplantace kmenových hemopoetických buněk;
  - primárními nebo sekundárními imunodeficit nebo očekávaný imunodeficit;
  - deficit terminálního komplementu;
  - prodělaná bakteriální meningokoková meningitida a septikémie;
  - před zahájením léčby eculizumabem;
- osoby bez ohledu na věk, cestující nebo plánující trvalý pobyt v zemích s hyperendemickým nebo epidemickým výskytem meningokokových onemocnění;
- osoby v profesionálním riziku IMO (zdravotnický personál pečující o pacienty s IMO, laboratorní pracovníci pracující s původci IMO);
- osoby v ohnisku nákazy IMO.[2]

## Upozornění
V běžné populaci je zaměňován pojem meningitida s pojmem klíšťová encefalitida.
- Meningitida, viz výše, je infekční onemocnění vyvolané bakterií Neisseria meningitidis. Onemocnění je výhradně interhumánně přenosné (přenašečem je pouze člověk). Očkování hradí pojišťovna.
- Klíšťová encefalitida je infekční onemocnění vyvolané virem klíšťové meningoencefalitidy (patří mezi tzv. arboviry = viry přenášené členovci). Přenašečem je nejčastěji klíště obecné (Ixodes ricinus), a to jak larva, nymfa nebo samice dospělého klíštěte. Rezervoárem infekce (hostiteli klíšťat) jsou například drobní hlodavci, veverky, ježci, zajíci, lišky, srnčí, jeleni, divoká prasata, kočky, psi či koně, dobytek, ovce a kozy pasoucí se volně. Vzácněji onemocnění vzniká konzumací nepasterizovaného mléka infikovaných koz a ovcí.[6] Očkování hradí pojišťovna lidem starším 50 let; mladší mohou žádat o příspěvek.